# Lokivetmab
Il lokivetmab, noto con il nome commerciale di Cytopoint, è un anticorpo monoclonale usato in veterinaria per il trattamento della dermatite atopica nei cani. Agisce contro l'interleuchina 31 (IL-31), una citochina responsabile del prurito nell'ambito dei processi infiammatori. Il lokivetmab è somministrato con iniezioni sottocutanee e l'effetto di ogni dose dura dalle quattro alle otto settimane. Il Dipartimento dell'agricoltura degli Stati Uniti d'America (USDA) ha autorizzato nel dicembre 2016 la messa in commercio del lokivetmab, prodotto dalla casa farmaceutica Zoetis; nel 2017 la commercializzazione dell'anticorpo è stata approvata anche dall'Agenzia europea per i medicinali. Il lokivetmab è il primo anticorpo monoclonale ad essere utilizzato in ambito veterinario nell'Unione Europea.